# フライベルク工科大学

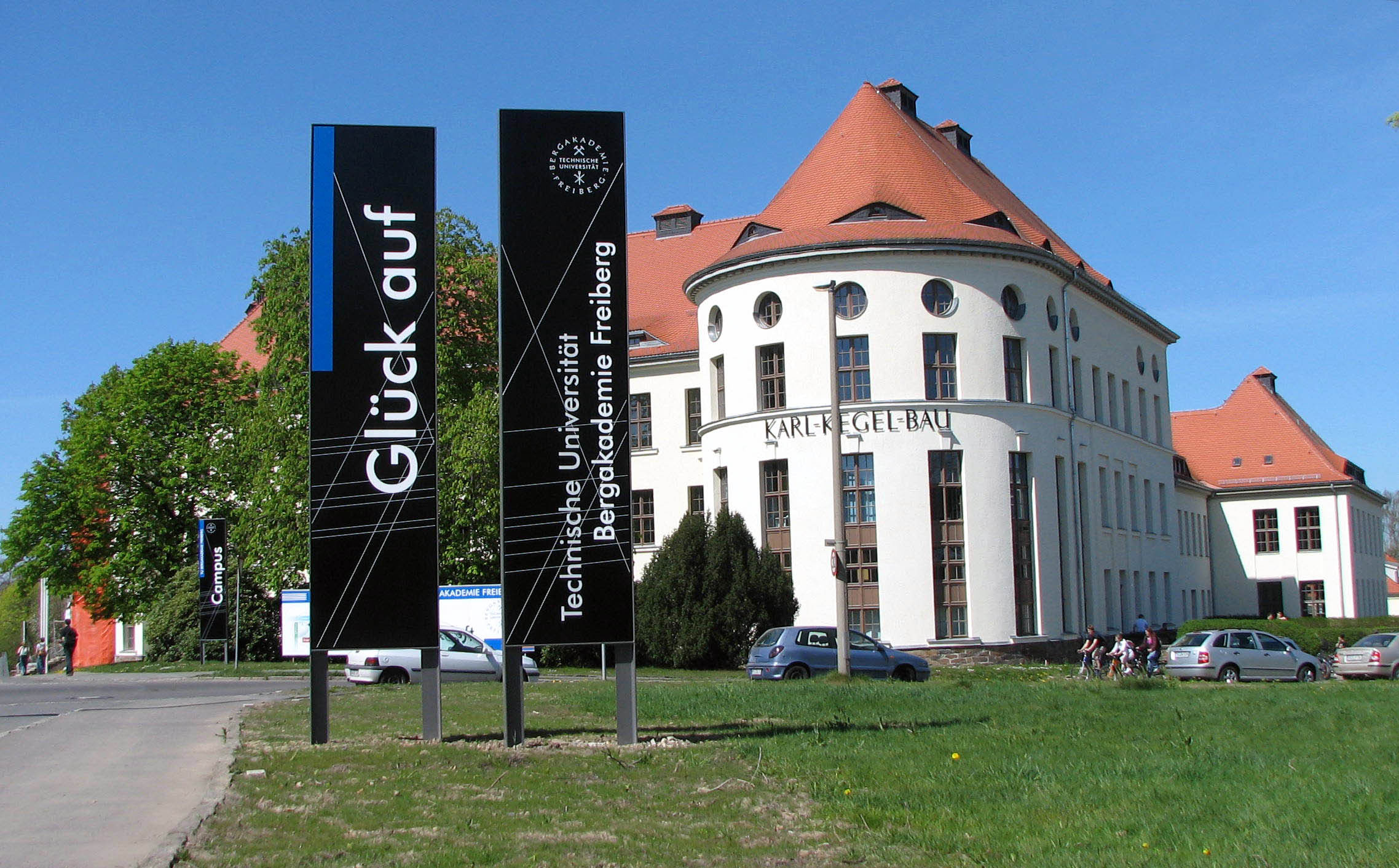
フライベルク工科大学のキャンパス。2007年4月。左のプレートには"Glück auf"（グリュック アウフ）という坑道で作業する人が入坑する際に無事を祈る挨拶が記されている。

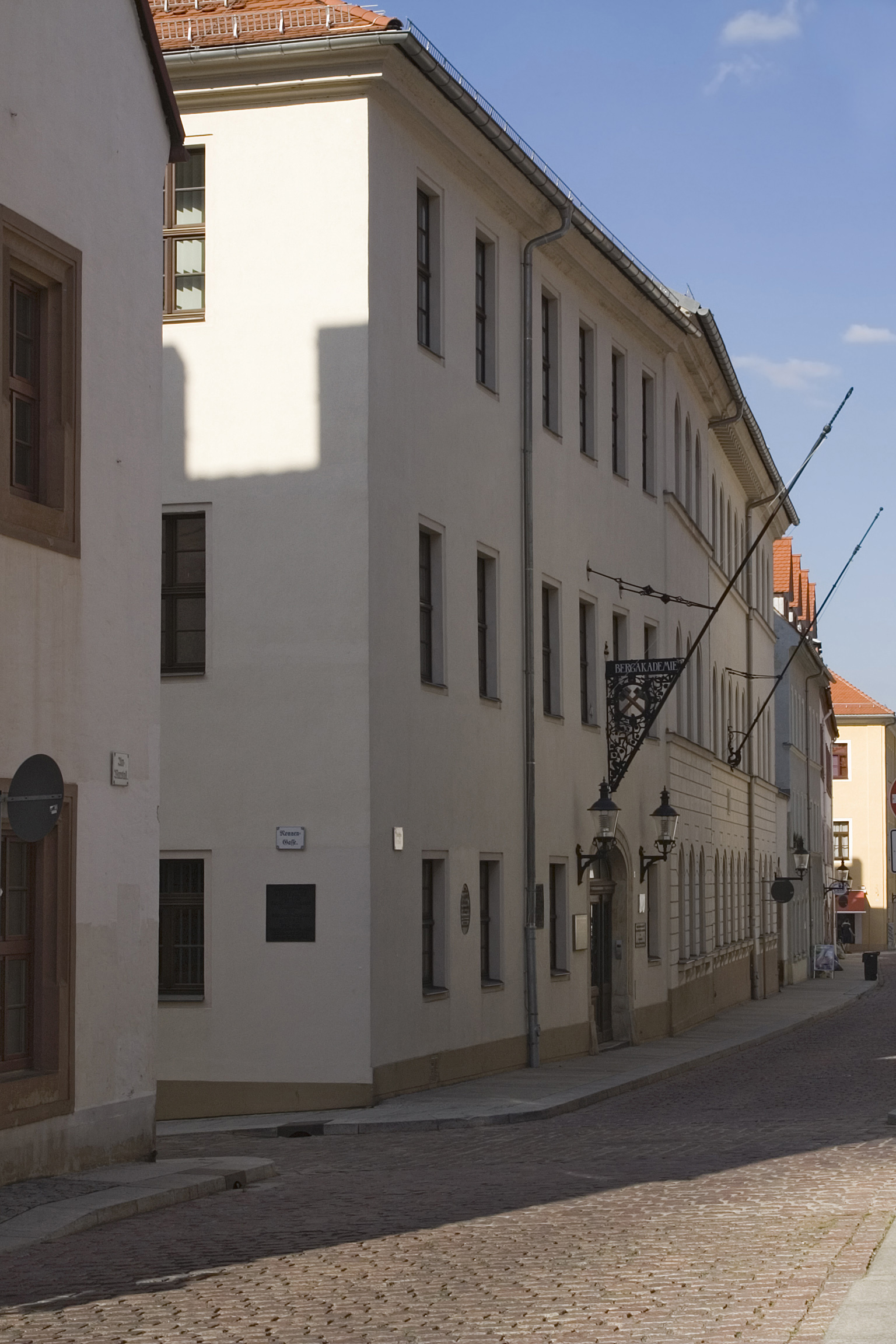
アカデミー通りに面した本館

フライベルク工科大学（フライベルクこうかだいがく、ドイツ語: Technische Universität Bergakademie Freiberg）は、ドイツ、ザクセン州のフライベルクにある、およそ4,000名の学生を擁する規模の工科大学である。
1765年の設立以来長く、単に"Bergakademie Freiberg"（ベルクアカデミー・フライベルク）を称し、日本語では、フライベルク鉱山学校あるいは、フライベルク鉱山専門学校と表現された。1990年のドイツ再統一後の1993年3月11日に"Technische Universität Bergakademie Freiberg"と名称が変更された。フライベルク鉱山大学、フライベルク鉱業大学、あるいはフライベルク鉱山工科大学とも。

## 概要
フリードリッヒ・ヴィルヘルムとフリードリヒ・アントンによる構想に基づきザクセン選帝侯家公子フランツ・クサーヴァーによって1765年に、鉱業と冶金に関しての世界最古の大学として設立された
。

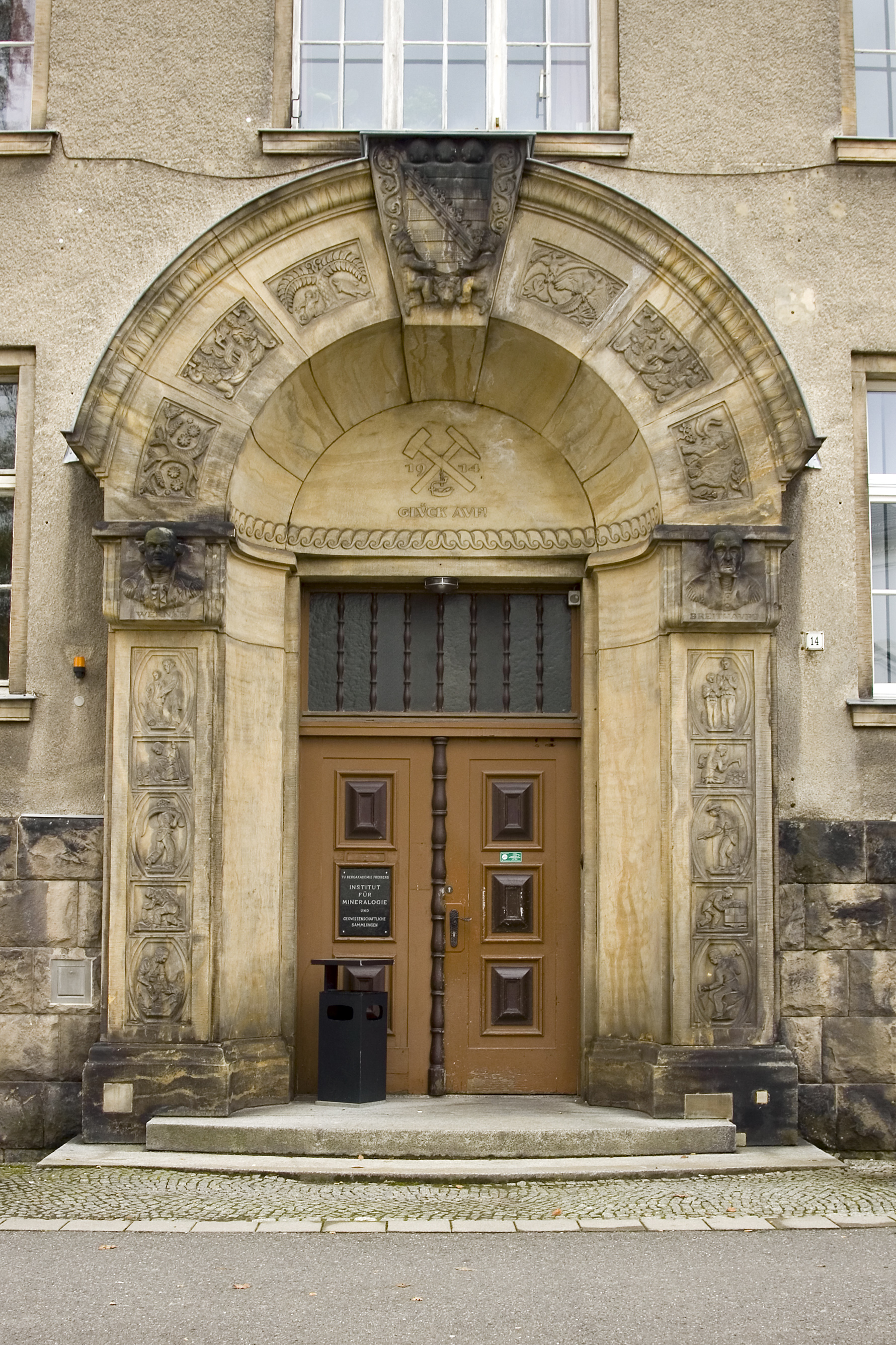
鉱物学研究所ウェルナー棟の正面玄関。上部にロックハンマーとともに"GLÜCK AUF!"と刻まれているのが分かる。

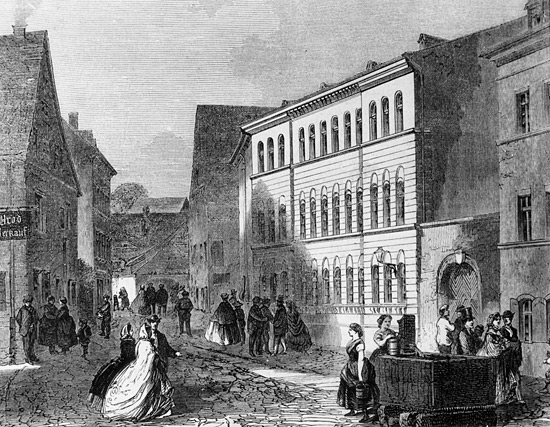
1866年当時のフライベルク鉱山学校の本館

設立初期には、鉱山技術・冶金のための科学的な研究と教育として、「数学、力学、気流学、水力学、流体力学、断面図法、地質製図、機械製図、鉱物学実習及び鉱物収集、冶金化学及び冶金術、鉱山測量、試金術、鉱山学、測量器具・試金装置・模型の制作」が教授される学科目とされた。
設立間もない時期に本学で学び後に教授を務めたウェルナーは、こんにち火成岩や変成岩の一種とされる玄武岩や花崗岩は水中で沈積してできた水成岩と考え水成論を主唱したため、火成論を唱える学者との間で論争になった。ともあれ、ウェルナーの研究手法は、近代地質学の萌芽期であった当時では実地に根差した精緻なものであったため、ブーフ、ドウビソン、アンドラダといった門下や賛同者が本学に集まった。門下には1791年から1792年にかけて本学で鉱業を学び自然地理学、植物地理学に大きな足跡を残し地質学にも貢献を果たしたフンボルトがいる。
本学の科学者による顕著な業績として、リヒターとライヒによる化学元素のインジウムの発見（1863年）、ヴィンクラーによる同じくゲルマニウムの発見（1886年）があげられる。
こんにち、フライベルク工科大学は、数学・情報科学、化学・生物学・物理学、地球科学・地球工学・採鉱、機械工学、材料科学、および経済学の6つの学部から構成される高度に専門化された工科大学である。

## 課程
課程はドイツ語で提供されるほか、国際課程では英語で全ての課程が提供される。学士課程から博士課程まで全ての課程への入学条件については、成績に基づくだけで、ドイツの公立大学での一貫した就学の条件と同様に授業料は掛からず、学生は、学期毎に登録料の84ユーロのみを支払う。
修士課程を含み英語で提供される課程としては次の課程がある。
- 持続可能で革新的な天然資源管理（SINReM）
- 先端鉱物資源開発
- 地下水管理
- 持続可能な採鉱と修復管理
- 計算材料科学
- 計算科学・計算工学
- 機械プロセス工学
- 金属材料工学
- 発展途上・新興市場における国際商取引（IBDEM）

フライベルク工科大学は、鉱山工学分野で世界最高水準の大学と位置づけられてきた。
公立大学であるものの比較的大きな私的寄付があり、本学にはドイツで最大規模の大学基金が運営されている。

## 留学生とダブル・ディグリー
フライベルク工科大学は、非常に国際性に富んだ大学で、2018年時点では全学生4,061名のうちの24%がドイツ外からの留学生である。中国、フランス、イタリア、ポーランド、ロシア、タイなどの大学との間に複数学位（ダブル・ディグリー）の協定が結ばれている。授けられる博士号の約30%が外国人学生に対してのものである。

## 鉱物コレクション
本学の歴代の科学者により蒐集された鉱物コレクションや地質学・鉱床学・古生物学に関わるコレクションを展示・公開する施設が本学に附属する。さらにドイツの資産家で生物学の博士号をもち蒐集家であったエリカ・ポール＝ストローアから寄贈された鉱物コレクションを展示・公開する施設テラ・ミネラリアも本学に附属し、これらの鉱物コレクションは世界でも最大規模を誇る。

## 日本との関わり
明治時代にお雇い外国人として来日した学者や技術者にライマン、パンペリー、アレキシス・ジェニン、ネットー、ミルン、アドルフ・レーデブアといった本学で学んだ関係者がいる。
明治時代を中心に昭和前半までに日本からも多くの留学生が本学に学んだ。岩佐巌（今井巌）を嚆矢として、原田豊吉、栗本廉、野呂景義、渡辺渡、今泉嘉一郎など多くの地質学者、冶金学者、鉱山技術者を輩出した。彼らは例えば、リヒター、ヴィンクラーあるいはレーデブアから教えを受けた。第2次世界大戦後の長い期間東ドイツに位置していたこともあり本学に留学した日本人は少ない。
また、秋田大学（理工学部・国際資源学部）の前身となった旧制秋田鉱山専門学校はフライブルク工科大学をモデルとして設立されたとされる。

### 大学間の協定
- 秋田大学（2012年7月～）[56]
- 室蘭工業大学（2017年1月～）[59]
- 熊本大学（2018年～）[60]
- 芝浦工業大学（開始時期不明）[61]

## 関係者
- アブラハム・ゴットロープ・ウェルナー[注 9]
- エルンスト・フリードリヒ・フォン・シュロトハイム
- レオポルト・フォン・ブーフ
- ファン・ホセ・デ・エルヤル
- ファウスト・デ・エルヤル
- ジョゼ・ボニファチオ・デ・アンドラダ
- ジャン＝フランソワ・ドウビソン・ド・ヴォワザン（フランス語版）
- アレクサンダー・フォン・フンボルト
- ノヴァーリス
- ヴィルヘルム・アウグスト・ランパディウス（ドイツ語版、英語版）
- フリードリッヒ・モース
- ロバート・ジェイムソン
- ヨハン・カール・フライエスレーベン
- ジギムント・アウグスト・ヴォルフガング・ヘルダー
- カール・フリードリヒ・ナウマン[注 14]
- フェルディナント・ライヒ
- ユリウス・ワイスバッハ
- ベルンハルト・フォン・コッタ（ドイツ語版、英語版）
- エルンスト・エンゲル
- テオドール・リヒター
- グスタフ・ツォイナー
- パヴェル・イェレメイェフ
- ウィリアム・トーマス・ブランフォード
- ベンジャミン・スミス・ライマン
- ラファエル・パンペリー
- クレメンス・ヴィンクラー
- ポール・ハインリッヒ・フォン・グロート
- アレキシス・ジェニン（ドイツ語版）[41]
- クルト・ネットー
- ジョン・ミルン
- 岩佐巌（今井巌）[注 13][50][51][52][53]
- 栗本廉
- 安東清人
- 野呂景義
- 渡辺渡 (冶金学者)
- 巖谷立太郎
- 大島道太郎
- 原田豊吉
- エミール・バールセン
- アドルフ・レーデブア（ドイツ語版）
- 渡辺芳太郎
- 今泉嘉一郎
- 俵国一[62][63]
- 井上匡四郎[49][64]
- 加藤武夫
- 羅幹
- ゲオルク・フリードリヒ・フォン・プロイセン

## ギャラリー

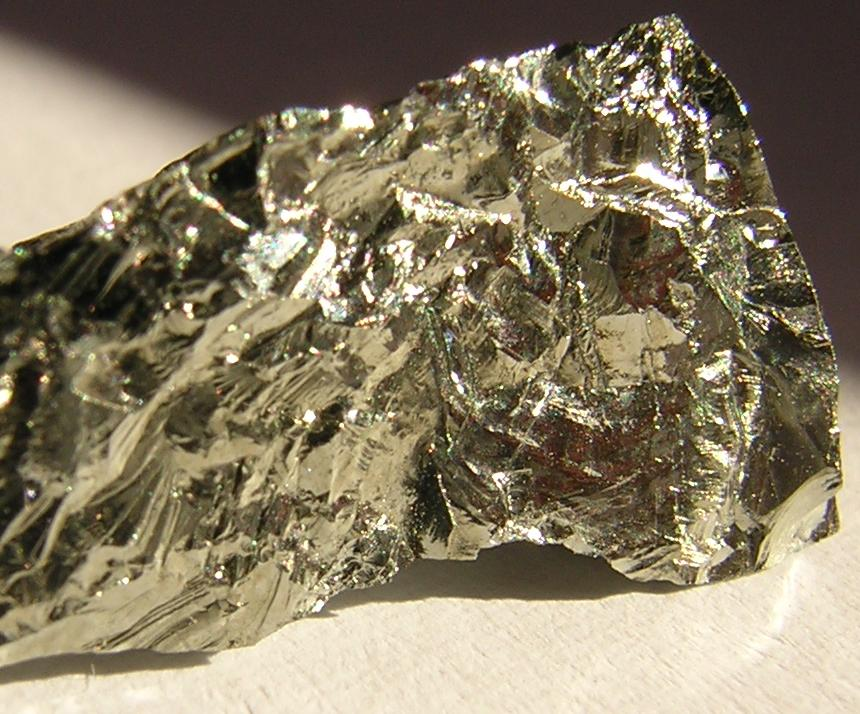
ゲルマニウム
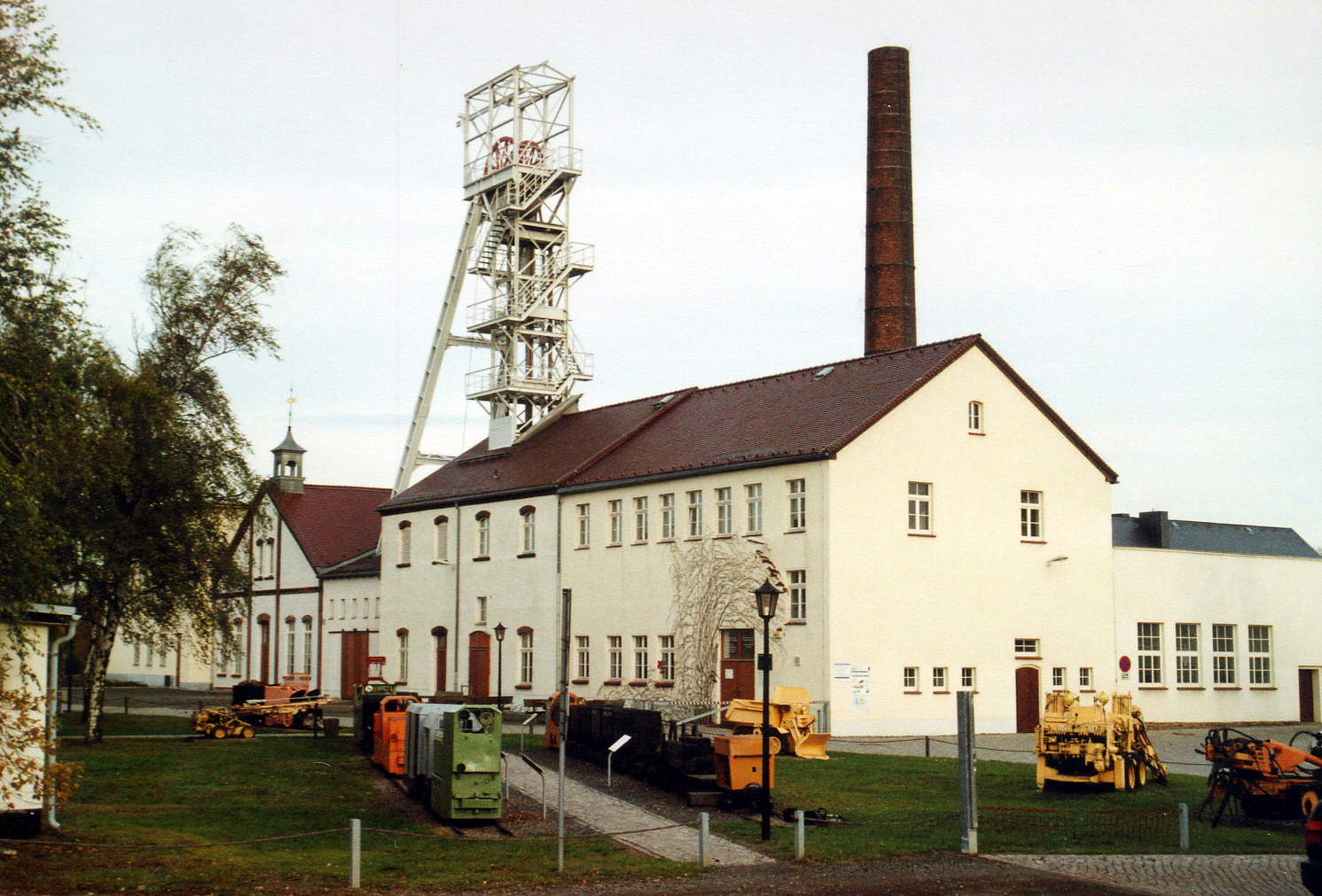
"Reiche Zeche"（ライシャ・ツェヒャー）と呼ばれる研究と教育用で見学もできる鉱山施設[注 15]
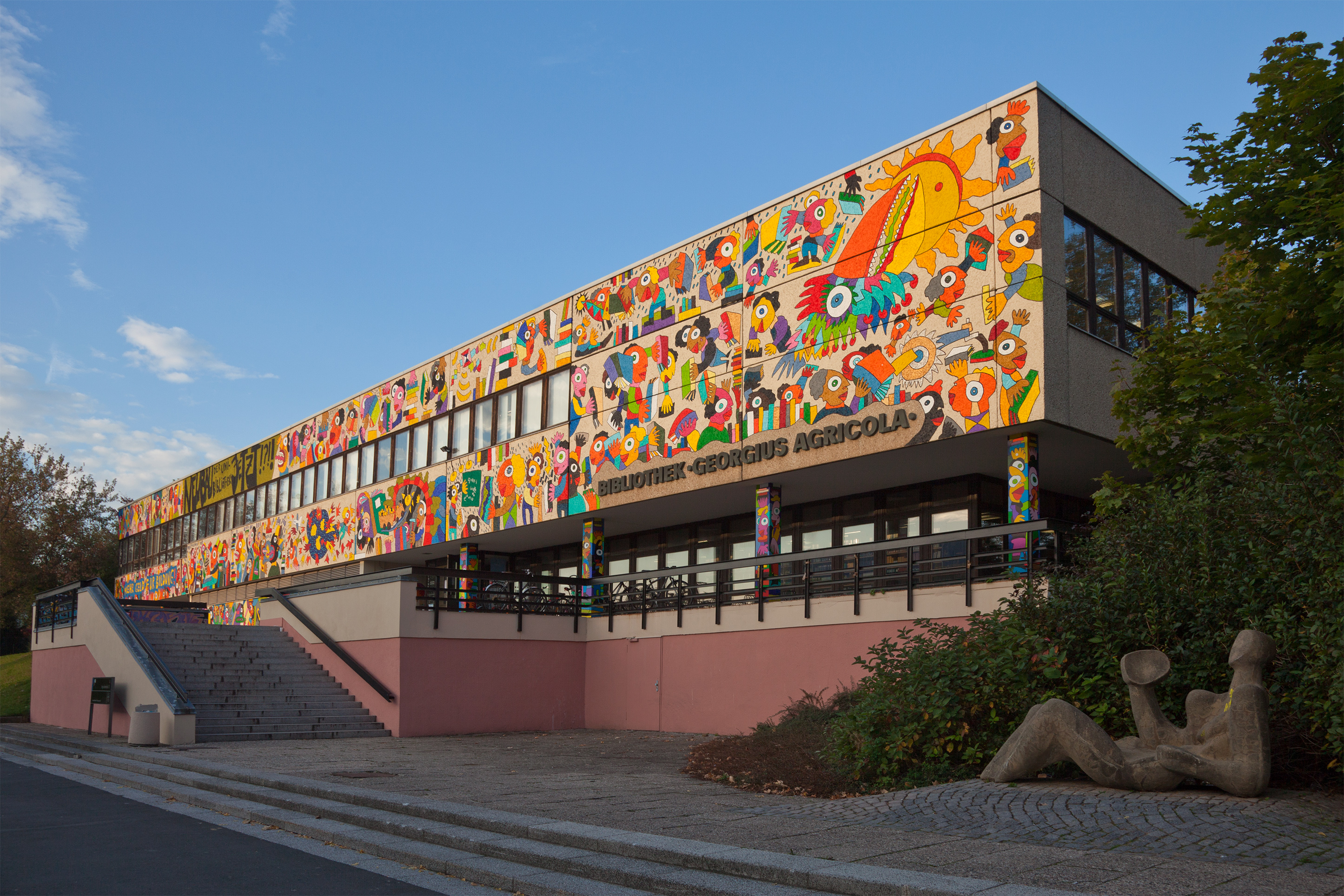
フライベルク工科大学図書館"ゲオルク・アグリコラ"（ドイツ語版）[注 16]